# Budsław (stacja kolejowa)
Budsław (biał. Будслаў, ros. Будслав) – stacja kolejowa w miejscowości Budsław, w rejonie miadzielskim, w obwodzie mińskim, na Białorusi. Położona jest na linii Połock - Mołodeczno.
Stacja powstała przed I wojną światową.